# Тисапан-эль-Альто (муниципалитет)
Тисапан-эль-Альто (исп. Tizapán el Alto) — муниципалитет в Мексике, в штате Халиско, с административным центром в одноимённом городе. Численность населения, по данным переписи 2020 года, составила 22 758 человек.

## Общие сведения
Название муниципалитета составное: Tizapán с языка науатль можно перевести как мел, а el Alto — с испанского высота.
Площадь муниципалитета равна 193,9 км², что составляет 0,2 % от общей площади штата, а наиболее высоко расположенное поселение Ла-Роса-Амарилья находится на высоте 2018 метров.
Тисапан-эль-Альто граничит с другими муниципалитетами штата Халиско: на юге с Ла-Мансанилья-де-ла-Пасом, на западе с Тускуэкой, на востоке граничит с другим штатом Мексики — Мичоаканом, а на севере омывается водами озера Чапала.

## Учреждение и состав
Муниципалитет был образован 13 марта 1837 года, по данным 2020 года в его состав входит 24 населённых пункта, самые крупные из которых:
| Код INEGI                  | Населённый пункт                                                                                   | Численность населения (2005 год) | Численность населения (2010 год) | Численность населения (2020 год) |
| -------------------------- | -------------------------------------------------------------------------------------------------- | -------------------------------- | -------------------------------- | -------------------------------- |
| 096                        | Всего                                                                                              | 19076                            | 20857                            | 22758                            |
| 0001                       | Тисапан-эль-Альто (исп. Tizapán el Alto) 20°09′33″ с. ш. 103°02′41″ з. д. (административный центр) | 13755                            | 14877                            | 16324                            |
| 0014                       | Вилья-Эмильяно-Сапата (исп. Villa Emiliano Zapata (Ejido Modelo)) 20°09′59″ с. ш. 102°59′24″ з. д. | 2391                             | 2869                             | 3107                             |
| 0009                       | Мисмалоя (исп. Mismaloya) 20°09′37″ с. ш. 103°06′50″ з. д.                                         | 846                              | 884                              | 1051                             |
| 0015                       | Эль-Волантин (исп. El Volantín) 20°03′19″ с. ш. 103°06′19″ з. д.                                   | 514                              | 502                              | 505                              |
| 0010                       | Эль-Рефихио (исп. El Refugio) 20°07′20″ с. ш. 103°08′43″ з. д.                                     | 359                              | 372                              | 369                              |
| 0004                       | Ла-Каньяда (исп. La Cañada) 20°07′51″ с. ш. 103°03′00″ з. д.                                       | 277                              | 333                              | 286                              |
| 0016                       | Эль-Сапоте (исп. El Zapote) 20°05′51″ с. ш. 103°04′01″ з. д.                                       | 244                              | 218                              | 280                              |
| —                          | Прочие                                                                                             | 690                              | 802                              | 836                              |
| Названия на карте Генштаба | |                                  |                                  |                                  |

## Экономическая деятельность
По статистическим данным 2000 года, работоспособное население занято по секторам экономики в следующих пропорциях:
- сельское хозяйство, животноводство и рыбная ловля — 49,9 %;
- промышленность и строительство — 15,8 %;
- торговля, сферы услуг и туризма — 31,9 %;
- безработные — 2,4 %.

## Инфраструктура
По статистическим данным 2020 года, инфраструктура развита следующим образом:
- электрификация: 99,3 %;
- водоснабжение: 85,5 %;
- водоотведение: 98,5 %.